# Speciální čarodějnický díl XXX
Speciální čarodějnický díl XXX (v anglickém originále Treehouse of Horror XXX) je 4. díl 31. řady (celkem 666.) amerického animovaného seriálu Simpsonovi. Scénář napsal J. Stewart Burns a díl režíroval Timothy Bailey. V USA měl premiéru dne 20. října 2019 na stanici Fox Broadcasting Company a v Česku byl poprvé vysílán 28. července 2020 na stanici Prima Cool. Jedná se o celkově 666. díl, číslo 666 je označováno jako ďáblovo číslo.

## Děj

### Úvod
V parodii na film Přichází Satan! a seriál Exorcista Marge porodí své třetí dítě. Homer je zděšen, když se dozví, že se jedná o dalšího kluka. Doktor Dlaha jim místo něj nabídne místo dívku Maggie a varuje je, že má podle novorozeneckých testů „silné sklony pro zlo“.
Homer s Marge se vracejí domů a Maggie provádí nadpřirozené věci, a trápí tím rodinu i ostatní Springfielďany. Ned se pokusí Maggie zabít, ale Homer s Marge ho zastaví. Maggie poté všechny tři zabije a zemřou ve tvaru písmen XXX.

### Danger Things
Jednotlivé postavy ze seriálu Simpsonovi ztvárňují postavy z populárního seriálu Stranger Things od Netflixu. Milhouse představuje Willa Byerse, Bart Mikea Wheelera, Nelson Dustina Hendersona a Líza Jedenáctku.
Příběh se odehrává v 80. letech. Milhouse jede na kole a unese ho mimozemšťan. Znepokojený Kirk se zblázní a rozbije zeď. Poté vytvoří vánoční světýlka s písmeny, aby našel svého syna. Milhouse z dimenze „Plus-minus“ volá Simpsonovým. Telefon vezme Líza a po chvíli Milhouse hovor ukončí, neboť si uvědomí, že jej Líza nemiluje. Líza jede do nákupního centra Krysí dvůr, kde se snaží Nelsona a Barta přesvědčit, že je Milhouse naživu. Líza se domnívá, že se nachází v dimenzi. Rozhodnou se navštívit profesora Frinka a zjistit, jak se dostat do „Plus-minusu“. Líza se v jiné dimenzi shledává s Milhousem a snaží se vrátit zpět do reality. Poté najdou alternativní verzi Springfieldu plnou Demogorgonů. Lízu a Milhouse obklopí Demogorgoni, takže Líza využívá své mentální schopnosti, aby Demogorgony zabila. Nakonec je zachránil Homer, který pracuje na tajném vládním programu pana Burnse. V „Plus-minusu“ jsou uvězněni, takže se tam teleportuje celá rodina.

### Anděl s Homerem v těle
V parodii na film Nebe může počkat Homer na stadionu umírá na udušení párkem v rohlíku před jeho předurčeným datem smrti. Jakmile se Homer dostane do nebe, svatý Petr mu nabídne, že se může vrátit zpět na Zemi. Jeho tělo je však nepoužitelné, a tak má Homer možnost se převtělit do osob, které dnes zemřou. Převtělí se tedy do těla fotbalisty Diggse. Marge mu to zpočátku nechce věřit, ale přesvědčí ji, že je to opravdu Homer. Za jedinou noc se ze svalnatého fotbalisty stane obézní Homer, a proto si s rodinou vybere tělo někoho jiného. Bart tedy navrhne, aby se Homer převtělil do školního inspektora Garyho Chalmerse. Poté inspektor oznámí řediteli Seymouru Skinnerovi, že Bart bude dostávat samé jedničky. Jakmile Homer spatří výplatní pásku Chalmerse, praští hlavou o stůl a zemře. Marge se přestává líbit, že Homer neustále mění svá těla, nyní je převtělen do opičáka Teenyho, a žádá jej, aby si vybral jen jedno tělo, ve kterém stráví zbytek života. Nakonec si vybere tělo Vočka Szyslaka a Marge je spokojená. Poté zjistí, že Vočko se naopak vtělil do Maggie.

### Když slizoun potkal chlupatou
V závěrečné části, která paroduje Tvář vody, Selma ztvárňuje Elisu a Kang Člověka obojživelníka. Selma je vyhozena z dopravního inspektorátu pro drzost. Proto pracuje v jaderné elektrárně pana Burnse. V suterénu potká nezadaná Selma Kanga Dobyvatele. Na první pohled se do sebe zamilují a tančí spolu. Pan Burns Kangovi oznámí, že jej zítra rozpitvají. Proto Selma požádá o pomoc Homera. S jeho pomocí se podaří zachránit Kanga, Selma je však postřelena odstřelovačem. Kang proto všechny nepřátele zabije a Selmu zachrání. Poté se dozví, že Kang je se Selmou těhotný. Patty chce Selmu zachránit před odletem do vesmíru, ale nakonec se zamiluje do Kodos a odletí obě. Poté jsou všichni čtyři na horké planetě.

### Závěr
Na konci dílu je koláž všech klipů předchozích Speciálních čarodějnických dílů a je přes ně zobrazen anglický název dílu, hlasatel říká název český. Poté se zobrazí větší koláž klipů s nápisem, který hlasatel vysloví jako „díl 666“.

## Plakát
K tomuto dílu, stejně jako u předchozích Speciálních čarodějnických dílů, byl v červenci vydán plakát. Plakát naznačuje parodii na Stranger Things a Tvář vody. Zmíněnou parodii na Tvář vody nasvědčuje tančící Selma Bouvierová s mimozemšťanem. Také je v plakátu napsáno, že tento díl tvůrci plánovali již od začátku.

## Kritika
Dennis Perkins, kritik The A. V. Clubu, napsal: „Speciální čarodějnický díl je prostě každoroční sípavé hororové cvičení Simpsonových,“ a udělil dílu známku B−.
Alex, kritik Frightday, napsal: „Je těžké kritizovat nový díl Simpsonových, aniž bych zněl jako starý muž řvoucí na mrak, ale tento díl byl velkým zklamáním,“ a ohodnotil díl hodnocením 3,2.
Tony Sokol, kritik Den of Geek, okomentoval speciál: „Halloweenské speciály Simpsonových neustále patří k vrcholům každé řady, i když obvykle mají jednu část, která není tak dobrá jako zbylé dvě části. Všechny tři části Speciálního čarodějnického dílu XXX jsou však stejně zábavné, ale nejvíc se mi líbila krátká pocta Omen na počátku epizody,“ a ohodnotil epizodu 4,5 hvězdičkami z 5.